# 灵石路

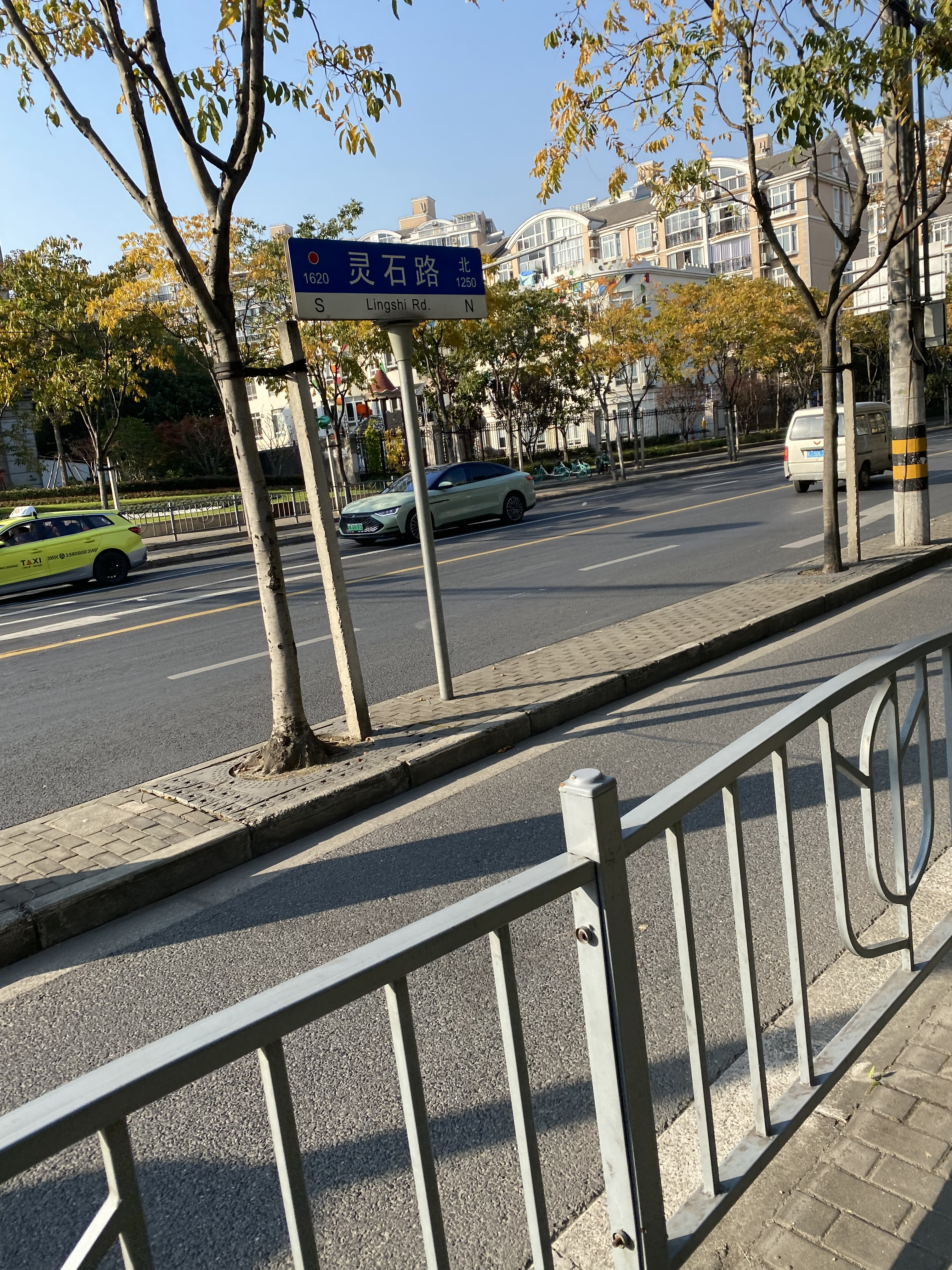
靈石路

靈石路是中華人民共和國上海市普陀區和靜安區的一條道路，长度為4753米，西至新村路與嵐皋路相連，東至粵秀路與廣靈四路相連。道路名稱來自於山西靈石。該道路始建於1958年。靈石路沿路有電競產業。